# Tour de l'Ain 2020
Il Tour de l'Ain 2020, trentaduesima edizione della corsa e valevole come evento dell'UCI Europe Tour 2020 categoria 2.1, si svolse in tre tappe dal 7 al 9 agosto 2020 su un percorso di 425,5 km, con partenza da Montréal-la-Cluse e arrivo sul Col du Grand Colombier, in Francia. La vittoria fu appannaggio dello sloveno Primož Roglič, che completò il percorso in 11h21'12", precedendo i colombiani Egan Bernal e Nairo Quintana.
Sul traguardo del Col du Grand Colombier 100 ciclisti, su 144 partiti da Montréal-la-Cluse, portarono a termine la competizione.

## Tappe
| Tappa  | Data     | Percorso                              | km    | Vincitore di tappa | Leader cl. generale |
| ------ | -------- | ------------------------------------- | ----- | ------------------ | ------------------- |
| 1ª     | 7 agosto | Montréal-la-Cluse > Ceyzériat         | 139,5 | Andrea Bagioli     | Andrea Bagioli      |
| 2ª     | 8 agosto | Lagnieu > Lélex Monts-Jura            | 140,5 | Primož Roglič      | Primož Roglič       |
| 3ª     | 9 agosto | Saint-Vulbas > Col du Grand Colombier | 144,5 | Primož Roglič      | Primož Roglič       |
| Totale | Totale   | Totale                                | 424,5 |                    |                     |

## Squadre e corridori partecipanti
| N.      | Cod. | Squadra                    |
| ------- | ---- | -------------------------- |
| 1-6     | GFC  | Groupama-FDJ               |
| 11-16   | ALM  | AG2R La Mondiale           |
| 21-26   | TDE  | Total Direct Énergie       |
| 31-36   | INS  | Team Ineos                 |
| 41-46   | TJV  | Team Jumbo-Visma           |
| 51-56   | UAD  | UAE Team Emirates          |
| 61-66   | DQT  | Deceuninck-Quick Step      |
| 71-76   | TFS  | Trek-Segafredo             |
| 81-86   | COF  | Cofidis, Solutions Crédits |
| 91-96   | LTS  | Lotto Soudal               |
| 101-106 | CCC  | CCC Team                   |
| 111-116 | ISN  | Israel Start-Up Nation     |

| N.      | Cod. | Squadra                   |
| ------- | ---- | ------------------------- |
| 121-126 | SUN  | Team Sunweb               |
| 131-136 | ARK  | Team Arkéa-Samsic         |
| 141-146 | BVC  | B&B Hotels-Vital Concept  |
| 151-156 | CWG  | Circus-Wanty Gobert       |
| 161-166 | NDP  | Nippo Delko Provence      |
| 171-176 | SVB  | Sport Vlaanderen-Baloise  |
| 181-186 | RLM  | Natura4Ever-Roubaix       |
| 191-196 | AUB  | St Michel-Auber 93        |
| 201-206 | HBA  | Hagens Berman Axeon       |
| 211-216 | KTX  | Kometa Xstra Cycling Team |
| 221-226 | CHE  | Svizzera                  |
| 231-236 | DEU  | Germania                  |

## Dettagli delle tappe

### 1ª tappa
- 7 agosto: Montréal-la-Cluse > Ceyzériat – 139,5 km

Risultati
| Pos. | Corridore        | Squadra    | Tempo    |
| ---- | ---------------- | ---------- | -------- |
| 1    | Andrea Bagioli   | Deceuninck | 3h17'00" |
| 2    | Primož Roglič    | Jumbo      | s.t.     |
| 3    | Stefan Bissegger | Svizzera   | s.t.     |

| Pos. | Corridore        | Squadra    | Tempo    |
| ---- | ---------------- | ---------- | -------- |
| 1    | Andrea Bagioli   | Deceuninck | 3h16'50" |
| 2    | Primož Roglič    | Jumbo      | a 4"     |
| 3    | Stefan Bissegger | Svizzera   | a 6"     |

### 2ª tappa
- 8 agosto: Lagnieu > Lélex Monts-Jura – 140,5 km

Risultati
| Pos. | Corridore     | Squadra | Tempo    |
| ---- | ------------- | ------- | -------- |
| 1    | Primož Roglič | Jumbo   | 3h58'14" |
| 2    | Egan Bernal   | Ineos   | s.t.     |
| 3    | Valerio Conti | UAE     | s.t.     |

| Pos. | Corridore     | Squadra | Tempo    |
| ---- | ------------- | ------- | -------- |
| 1    | Primož Roglič | Jumbo   | 7h14'58" |
| 2    | Egan Bernal   | Ineos   | a 10"    |
| 3    | Valerio Conti | UAE     | a 12"    |

### 3ª tappa
- 9 agosto: Saint-Vulbas > Col du Grand Colombier – 144,5 km

Risultati
| Pos. | Corridore      | Squadra | Tempo    |
| ---- | -------------- | ------- | -------- |
| 1    | Primož Roglič  | Jumbo   | 4h06'24" |
| 2    | Egan Bernal    | Ineos   | a 4"     |
| 3    | Nairo Quintana | Arkéa   | a 6"     |

| Pos. | Corridore      | Squadra | Tempo     |
| ---- | -------------- | ------- | --------- |
| 1    | Primož Roglič  | Jumbo   | 11h21'12" |
| 2    | Egan Bernal    | Ineos   | a 18"     |
| 3    | Nairo Quintana | Arkéa   | a 28"     |

## Evoluzione delle classifiche
| Tappa              | Vincitore          | Classifica generale Maglia gialla | Classifica a punti Maglia verde | Classifica scalatori Maglia rossa | Classifica giovani Maglia bianca | Classifica a squadre |
| ------------------ | ------------------ | --------------------------------- | ------------------------------- | --------------------------------- | -------------------------------- | -------------------- |
| 1ª                 | Andrea Bagioli     | Andrea Bagioli                    | Andrea Bagioli                  | Ivan Centrone                     | Andrea Bagioli                   | Team Jumbo-Visma     |
| 2ª                 | Primož Roglič      | Primož Roglič                     | Primož Roglič                   | Julien Bernard                    | João Almeida                     | Team Jumbo-Visma     |
| 3ª                 | Primož Roglič      | Primož Roglič                     | Primož Roglič                   | Julien Bernard                    | João Almeida                     | Team Jumbo-Visma     |
| Classifiche finali | Classifiche finali | Primož Roglič                     | Primož Roglič                   | Julien Bernard                    | João Almeida                     | Team Jumbo-Visma     |

Maglie indossate da altri ciclisti in caso di due o più maglie vinte
- Nella 2ª tappa Primož Roglič ha indossato la maglia verde al posto di Andrea Bagioli e Stefan Bissegger ha indossato quella bianca al posto di Andrea Bagioli.
- Nella 3ª tappa Andrea Bagioli ha indossato la maglia verde al posto di Primož Roglič.

## Classifiche finali

### Classifica generale - Maglia gialla
| Pos. | Corridore         | Squadra    | Tempo     |
| ---- | ----------------- | ---------- | --------- |
| 1    | Primož Roglič     | Jumbo      | 11h21'12" |
| 2    | Egan Bernal       | Ineos      | a 18"     |
| 3    | Nairo Quintana    | Arkéa      | a 28"     |
| 4    | Steven Kruijswijk | Jumbo      | a 56"     |
| 5    | George Bennett    | Jumbo      | a 1'27"   |
| 6    | Bauke Mollema     | Trek       | a 2'24"   |
| 7    | João Almeida      | Deceuninck | a 2'40"   |
| 8    | Guillaume Martin  | Cofidis    | a 2'45"   |
| 9    | Jesús Herrada     | Cofidis    | a 3'39"   |
| 10   | Fabio Aru         | UAE        | a 4'26"   |

### Classifica a punti - Maglia verde
| Pos. | Corridore        | Squadra    | Punti |
| ---- | ---------------- | ---------- | ----- |
| 1    | Primož Roglič    | Jumbo      | 70    |
| 2    | Egan Bernal      | Ineos      | 42    |
| 3    | Nairo Quintana   | Arkéa      | 30    |
| 4    | Andrea Bagioli   | Deceuninck | 25    |
| 5    | Guillaume Martin | Cofidis    | 24    |

### Classifica scalatori - Maglia rossa
| Pos. | Corridore      | Squadra    | Punti |
| ---- | -------------- | ---------- | ----- |
| 1    | Julien Bernard | Trek       | 59    |
| 2    | Primož Roglič  | Jumbo      | 35    |
| 3    | Andrea Bagioli | Deceuninck | 25    |
| 4    | Egan Bernal    | Ineos      | 22    |
| 5    | George Bennett | Jumbo      | 16    |

### Classifica giovani - Maglia bianca
| Pos. | Corridore       | Squadra    | Tempo     |
| ---- | --------------- | ---------- | --------- |
| 1    | João Almeida    | Deceuninck | 11h23'52" |
| 2    | Michel Ries     | Trek       | a 11'46"  |
| 3    | Thymen Arensman | Sunweb     | a 15'24"  |
| 4    | Andrea Bagioli  | Deceuninck | a 16'35"  |
| 5    | Ilan Van Wilder | Sunweb     | a 19'15"  |

### Classifica a squadre
| Pos. | Squadra           | Tempo     |
| ---- | ----------------- | --------- |
| 1    | Team Jumbo-Visma  | 34h06'25" |
| 2    | Team Ineos        | a 14'35"  |
| 3    | Cofidis           | a 22'52"  |
| 4    | Trek-Segafredo    | a 27'00"  |
| 5    | Team Arkéa-Samsic | a 36'02"  |